# Цементация стали
Цемента́ция ста́ли — поверхностное диффузионное насыщение стали углеродом с целью повышения твёрдости и износоустойчивости.
Цементации подвергают низкоуглеродистые (обычно до 0,25 % C) и легированные стали, процесс в случае использования твёрдого карбюризатора проводится при температурах 900—950 °С, при газовой цементации (газообразный карбюризатор) — при 850—900 °С.
После цементации изделия подвергают термообработке, приводящей к образованию мартенситной фазы в поверхностном слое изделия (закалка на мартенсит) с последующим отпуском для снятия внутренних напряжений.
Способы цементации:
- в твёрдом карбюризаторе
- в газовом карбюризаторе
- в кипящем слое
- в растворах электролитов
- в пастах

## Цементация в твёрдом карбюризаторе

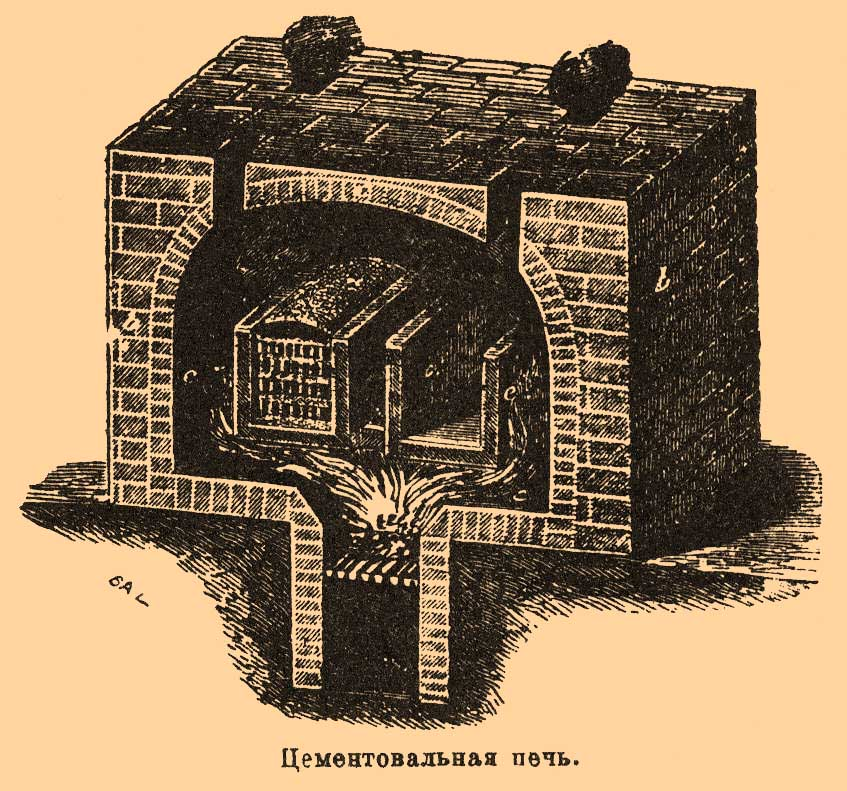
Цементовальная печь XIX века

В этом процессе насыщающей средой является древесный уголь в зёрнах поперечником 3,5—10 мм или каменноугольный полукокс и торфяной кокс, к которым добавляют активизаторы. Этот процесс известен по крайней мере с XII века.
Технология процесса состоит в следующем:
Загрузка деталей в стальной ящик с герметичным песчаным затвором. Укладка деталей производится таким образом, чтобы они были покрыты карбюризатором со всех сторон, не соприкасались друг с другом и стенками ящика. Далее ящик герметично закрывается песчаным затвором или замазывается огнеупорной глиной и загружается в печь.
Стандартный режим: 900—950 °C, 1 час выдержки (после прогрева ящика) на 0,1 мм толщины цементированного слоя. Для получения 1 мм слоя — выдержка 10 часов.
При «ускоренном» режиме цементация производится при 980 °C. Выдержка уменьшается в два раза, и для получения слоя 1 мм требуется 5 часов. Но при этом образуется цементитная сетка, которую придётся убирать многократной нормализацией металла.
В конце XIX такая цементация использовалась для производства гарвеевской брони.

## Цементация в газовом карбюризаторе
Этот процесс осуществляют в среде газов, содержащих углерод. Газовая цементация имеет ряд преимуществ по сравнению с цементацией в твёрдом карбюризаторе, поэтому её широко применяют на предприятиях, изготовляющих детали массовыми партиями.
В случае с газовой цементацией можно получить заданную концентрацию углерода в слое; сокращается длительность процесса, так как отпадает необходимость прогрева ящиков, наполненных малотеплопроводным карбюризатором; обеспечивается возможность полной механизации и автоматизации процессов, и значительно упрощается последующая термическая обработка деталей, так как закалку можно проводить непосредственно из цементационной печи.
Газовый карбюризатор используется с начала XX века для цементации брони по методу Круппа.

## Цементация в кипящем слое
Процесс цементации в кипящем слое проходит в атмосфере эндогаза с добавкой метана. Кипящий слой представляет собой гетерогенную систему, в которой за счёт проходящего потока газа через слои мелких (0,05—0,20 мм) частиц (чаще корунда) создаётся их интенсивное перемешивание, что внешне напоминает кипящую жидкость. Частицы корунда располагаются на газораспределительной решётке печи. При определённой скорости прохождения восходящего потока газа (выше критической скорости) частицы становятся подвижными, и слой приобретает некоторые свойства жидкости (псевдоожиженный слой). В этом состоянии сцепление между частицами нарушено, они становятся подвижными и опираются не на решётку, а на поток газа. Достоинствами процесса цементации в кипящем слое являются: сокращение длительности процесса вследствие большой скорости нагрева и высокого коэффициента массоотдачи углерода; возможность регулирования углеродного потенциала атмосферы в рабочей зоне печи; уменьшение деформации и коробления обрабатываемых деталей за счёт равномерного распределения температуры по всему объёму печи. Процесс цементации в кипящем слое может быть использован на заводах мелкосерийного и единичного производства.

## Цементация в растворах электролитов
Использование анодного эффекта для диффузионного насыщения обрабатываемой поверхности углеродом в многокомпонентных растворах электролитов — один из видов скоростной электрохимико-термической обработки (анодный электролитный нагрев) малогабаритных изделий. Анод-деталь при наложении постоянного напряжения в диапазоне от 150 до 300 В разогревается до температур 450—1050 °С. Достижение таких температур обеспечивает сплошная и устойчивая парогазовая оболочка, отделяющая анод от электролита. Для обеспечения цементации в электролит, кроме электропроводящего компонента, вводят углеродсодержащие вещества-доноры (глицерин, ацетон, этиленгликоль, сахароза и другие).

## Цементация в пастах
Цементация с нанесением на науглероживаемую металлическую поверхность углеродосодержащих материалов в виде суспензии, обмазки или шликера, сушкой и последующим нагревом изделия ТВЧ или током промышленной частоты. Толщина слоя пасты должна быть в 6—8 раз больше требуемой толщины цементованного слоя. Температуру цементации устанавливают 910—1050 °С.